# Mastacomys fuscus
Mastacomys fuscus — вид гризунів родини мишевих (Muridae).

## Морфологічна характеристика
Довжина голови становить від 14.5 до 19 сантиметрів, також є хвіст завдовжки від 10 до 13 сантиметрів, маса — до 145 грамів. Тіло кремезне, з короткою і широкою мордою. Хутро довге, шовковисто-м'яке, сіро-коричневе, кінчики волосся світліші. Вуха досить великі й такого ж кольору, як і спина. На лапах п'ять пальців, підошви оснащені шістьма м'ясистими подушечками, а на долонях передніх лап — п'ятьма. Хвіст укритий тонким темно-коричневим волоссям.

## Поширення та середовище проживання
Вид є ендеміком півдня Австралії (Тасманія, Новий Південний Уельс, Вікторія). Його реєструють від рівня моря до 2200 метрів над рівнем моря. Поширення цього гризуна значно скоротилося після заселення європейцями, і, ймовірно, територія його проживання продовжує скорочуватися, особливо в материковому компоненті ареалу.
У всьому ареалі цей вид займає низку середовищ існування, але зазвичай є дуже вибірковим у будь-якому регіоні. Переважні місця проживання включають альпійські та субальпійські пустища, луки, що прилягають до валунів, болота, осоки, прибережні трав’янисті або чагарникові дюни, а іноді й ліси з трав'янистим підліском. Придатність середовища проживання значною мірою визначається наявністю покриву, близькістю до водотоків і наявністю трав.

## Спосіб життя
Це наземний і переважно нічний гризун. Він травоїдний, основним компонентом його раціону є трави; в їжу вживають також листя чагарників, насіння, гриби, кору. Влітку гніздиться в норах у ґрунті. У альпійських районах взимку він ночує протягом дня спільно в гніздах із подрібненої трави, розташованих у густому підліску або під колодами під снігом. У альпійських і субальпійських районах активний у рослинному шарі під сніговим покривом.

## Життєвий цикл
Розмноження є сезонним, самиці дають один або два виводки (від одного до чотирьох дитинчат) за сезон між жовтнем і березнем. Вагітність триває приблизно п'ять тижнів. Статева зрілість досягається в 6–12 місяців. Довголіття, ймовірно, становить 2–3 роки.